# Hernani (Östra Samar)
Hernani (Bayan ng Hernani) är en kommun i Filippinerna. Kommunen ligger på ön Samar, och tillhör provinsen Östra Samar. Folkmängden uppgår till 7 642 invånare.
Hernani är indelat i 13 barangayer.